# 堰止湖
堰止湖（せきとめこ、せき止め湖、英語: dammed lake）は、山体崩壊や地震、火山噴火などの現象や、海流の影響で運ばれた土砂などにより、永続的に形成された湖沼のこと。

## 種類

### 地滑りに伴うもの
主に、地震や集中豪雨に伴う大規模な地滑り、山腹の崩壊、火山噴火に伴う噴出物により発生、形成される。

### 海流に伴うもの
沿岸を流れる海流により、砂州が発達し、海域が閉じ込められ、湖沼となったもの。堰湖とも呼ばれる。

## 主な堰止湖

### 地すべり
地震
震生湖神奈川県秦野市と中井町にまたがる。1923年大正関東地震により形成。
豪雨
半田沼福島県伊達郡桑折町にある。半田銀山として多くの坑道が掘られていた半田山が豪雨災害により山体崩壊を起こし形成。

### 火山噴火
- 中禅寺湖 - 男体山の噴出物により形成。
- 檜原湖 - 磐梯山の山体崩壊により形成。
- 富士五湖 - 富士山の噴出物により形成。
- 大正池 - 焼岳の噴出物により形成。
- 芦ノ湖 - 箱根火山の山体崩壊により形成。

### 海流
- サロマ湖

### 河川による堆積
川が運搬した土砂により川が堰き止められて形成。
- 千波湖 - 茨城県水戸市 那珂川の堆積により形成。
- 牛久沼 - 茨城県龍ケ崎市、牛久市、つくばみらい市、つくば市　小貝川の堆積により形成。
- 菅生沼 - 茨城県坂東市、常総市
- 浮布池 - 島根県大田市 三瓶山麓の土石流により形成[3]